# Primera dama o primer caballero de Costa Rica
Primera dama o Primer Caballero de Costa Rica es el nombre que se da en Costa Rica al cónyuge del Presidente de la República. Habitualmente es quien dirige o coordina actividades en materia social y cumple con deberes protocolarios. 
Actualmente quien ejerce en este puesto de gobierno es la Letona Signe Zeikate, esposa del Presidente de Costa Rica Rodrigo Chaves Robles. 
El término de primera dama empezó a utilizarse durante el gobierno de Federico Alberto Tinoco Granados (1917-1919).

## Esposa del Presidente de la Junta Superior Gubernativa
| Esposa                                          | Gobernante                         | Período   | Notas                                             |
| ----------------------------------------------- | ---------------------------------- | --------- | ------------------------------------------------- |
| Bárbara Enríquez Díaz Cabeza de Vaca y Palacios | Rafael Barroeta y Castilla         | 1822      | Primera Junta                                     |
| María Josefa de Alvarado y Oreamuno             | Santiago de Bonilla y Laya-Bolívar | 1822      | Primera Junta                                     |
| Ana Basilia de Alvarado y Oreamuno              | José María de Peralta y La Vega    | 1822      | Primera Junta                                     |
| Ignacia Sáenz y Ulloa                           | José Rafael de Gallegos y Alvarado | 1822-1823 | Primera Junta                                     |
| Micaela Conejo y Guzmán-Portocarrero            | José Santos Lombardo y Alvarado    | 1823      | Segunda Junta                                     |
| Ana Basilia de Alvarado y Oreamuno              | José María de Peralta y La Vega    | 1823      | Presidente del Congreso Provisional Constituyente |
| Feliciana Mora Fernández                        | Eusebio Rodríguez y Castro         | 1824      | Tercera Junta                                     |

## Esposa del jefe de Estado de Costa Rica
| Esposa                                  | Gobernante                         | Período   |
| --------------------------------------- | ---------------------------------- | --------- |
| Juana del Castillo y Palacios           | Juan Mora Fernández                | 1824-1833 |
| Ignacia Sáenz y Ulloa                   | José Rafael de Gallegos y Alvarado | 1833-1835 |
| Dolores Oreamuno y Muñoz de la Trinidad | Manuel Fernández Chacón            | 1835      |
| Froilana Carranza Ramírez               | Braulio Carrillo Colina            | 1835-1837 |
| María del Pilar Bonilla Nava            | Joaquín Mora Fernández             | 1837      |
| Inés Cueto y García de la Llana         | Manuel Aguilar Chacón              | 1837-1838 |
| Froilana Carranza Ramírez               | Braulio Carrillo Colina            | 1838-1842 |
| María Josefa Lastiri Lozano             | Francisco Morazán Quesada          | 1842      |
| María Josefa Sandoval Jiménez           | José María Alfaro Zamora           | 1842-1844 |
| Agustina Gutiérrez y La Peña-Monje      | Francisco María Oreamuno Bonilla   | 1844-1846 |
| María Josefa Sandoval Jiménez           | José María Alfaro Zamora           | 1844-1846 |

## Primeras damas
| Primera Dama                            | Cónyuge                           | Período   |
| --------------------------------------- | --------------------------------- | --------- |
| Pacífica Fernández Oreamuno             | José María Castro Madriz          | 1847-1849 |
| Felipa Montes de Oca Gamero             | Miguel Mora Porras                | 1849      |
| Inés Aguilar Cueto                      | Juan Rafael Mora Porras           | 1849-1859 |
| Sofía Matilde Joy Redman                | José María Montealegre Fernández  | 1859-1863 |
| Esmeralda Oreamuno Gutiérrez            | Jesús Jiménez Zamora              | 1863-1866 |
| Pacífica Fernández Oreamuno             | José María Castro Madriz          | 1866-1868 |
| Esmeralda Oreamuno Gutiérrez            | Jesús Jiménez Zamora              | 1868-1870 |
| Gerónima Montealegre Fernández          | Bruno Carranza Ramírez            | 1870      |
| Emilia Solórzano Alfaro                 | Tomás Guardia Gutiérrez           | 1870-1876 |
| Isaura Carazo Peralta                   | Aniceto Esquivel Sáenz            | 1876      |
| Guadalupe Gutiérrez García              | Vicente Herrera Zeledón           | 1876-1877 |
| Emilia Solórzano Alfaro                 | Tomás Guardia Gutiérrez           | 1877-1882 |
| Angélica Guardia Solórzano              | Saturnino Lizano Gutiérrez        | 1882      |
| Cristina Guardia Gutiérrez              | Próspero Fernández Oreamuno       | 1882-1885 |
| Pacífica Fernández Guardia              | Bernardo Soto Alfaro              | 1885-1890 |
| Luisa Alvarado Carrillo                 | José Rodríguez Zeledón            | 1890-1894 |
| Manuela Rodríguez Alvarado              | Rafael Yglesias Castro            | 1894-1902 |
| Adela Salazar Guardia                   | Ascensión Esquivel Ibarra         | 1902-1906 |
| Adela Herrán Bonilla                    | Cleto González Víquez             | 1906-1910 |
| María Fernández Le Cappellain           | Federico Alberto Tinoco Granados  | 1917-1919 |
| Clementina Quirós Quirós                | Juan Bautista Quirós Segura       | 1919      |
| Natalia Morúa Ortiz                     | Francisco Aguilar Barquero        | 1919-1920 |
| Elena Gallegos Rosales                  | Julio Acosta García               | 1920-1924 |
| Adela Herrán Bonilla                    | Cleto González Víquez             | 1928-1932 |
| Beatriz Zamora López                    | Ricardo Jiménez Oreamuno          | 1932-1933 |
| María Eugenia Calvo Badia               | Ricardo Jiménez Oreamuno          | 1936      |
| Julia Fernández Rodríguez               | León Cortés Castro                | 1936-1940 |
| Yvonne Clays Spoelders                  | Rafael Ángel Calderón Guardia     | 1940-1944 |
| Etelvina Ramírez Montiel                | Teodoro Picado Michalski          | 1944-1948 |
| Henrietta Boggs Long                    | José Figueres Ferrer              | 1948-1949 |
| Karen Olsen Beck                        | José Figueres Ferrer              | 1953-1958 |
| Olga de Benedictis Antonelli            | Mario Echandi Jiménez             | 1958-1962 |
| Marita Camacho Quirós                   | Francisco José Orlich Bolmarcich  | 1962-1966 |
| Clara Fonseca Guardia                   | José Joaquín Trejos Fernández     | 1966-1970 |
| Karen Olsen Beck                        | José Figueres Ferrer              | 1970-1974 |
| Marjorie Elliott Sypher                 | Daniel Oduber Quirós              | 1974-1978 |
| Estrella Zeledón Lizano                 | Rodrigo Carazo Odio               | 1978-1982 |
| Doris Yankelewitz Berger                | Luis Alberto Monge Álvarez        | 1982-1986 |
| Margarita Penón Góngora                 | Óscar Arias Sánchez               | 1986-1990 |
| Gloria Bejarano Almada                  | Rafael Ángel Calderón Fournier    | 1990-1994 |
| Josette Altmann Borbón                  | José María Figueres Olsen         | 1994-1998 |
| Lorena Clare Facio                      | Miguel Ángel Rodríguez Echeverría | 1998-2002 |
| Leila Rodríguez Stahl                   | Abel Pacheco de la Espriella      | 2002-2006 |
| Primer Caballero: José María Rico Cueto | Laura Chinchilla Miranda          | 2010-2014 |
| Mercedes Peñas Domingo                  | Luis Guillermo Solís Rivera       | 2014-2018 |
| Claudia Dobles Camargo                  | Carlos Alvarado Quesada           | 2018-2022 |
| Signe Zeikate                           | Rodrigo Chaves Robles             | 2022-2026 |

### Primer Caballero
El término de Primer Caballero surgió durante la administración Chinchilla Miranda, debido a que por primera vez en la historia del país una mujer sería Presidente de la República, por lo que se le confirió el título de Primer Caballero a su esposo, don José María Rico Cueto.

## Ex primeras damas o ex primeros caballeros vivos
A junio de 2025; hay siete ex primeras damas vivas:

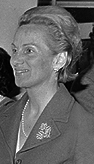
Karen Olsen Beck (92 años) Servicio: 1954-1958; 1970-1974 Viuda de José Figueres Ferrer
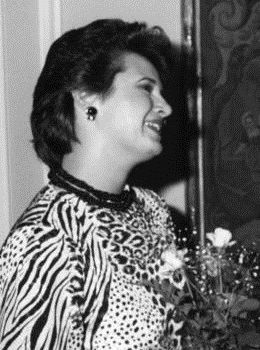
Margarita Penón Góngora (76 años) Servicio: 1986-1990 Exesposa de Óscar Arias Sánchez
Gloria Bejarano Almada
(73 años)
Servicio: 1990-1994
Esposa de Rafael Calderón Fournier
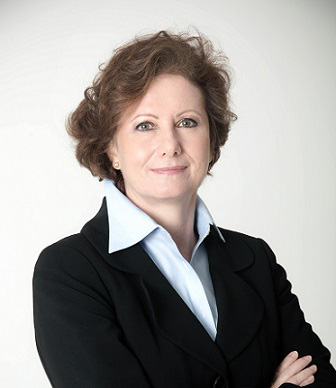
Josette Altmann Borbón (67 años) Servicio: 1994-1998 Esposa de José Figueres Olsen
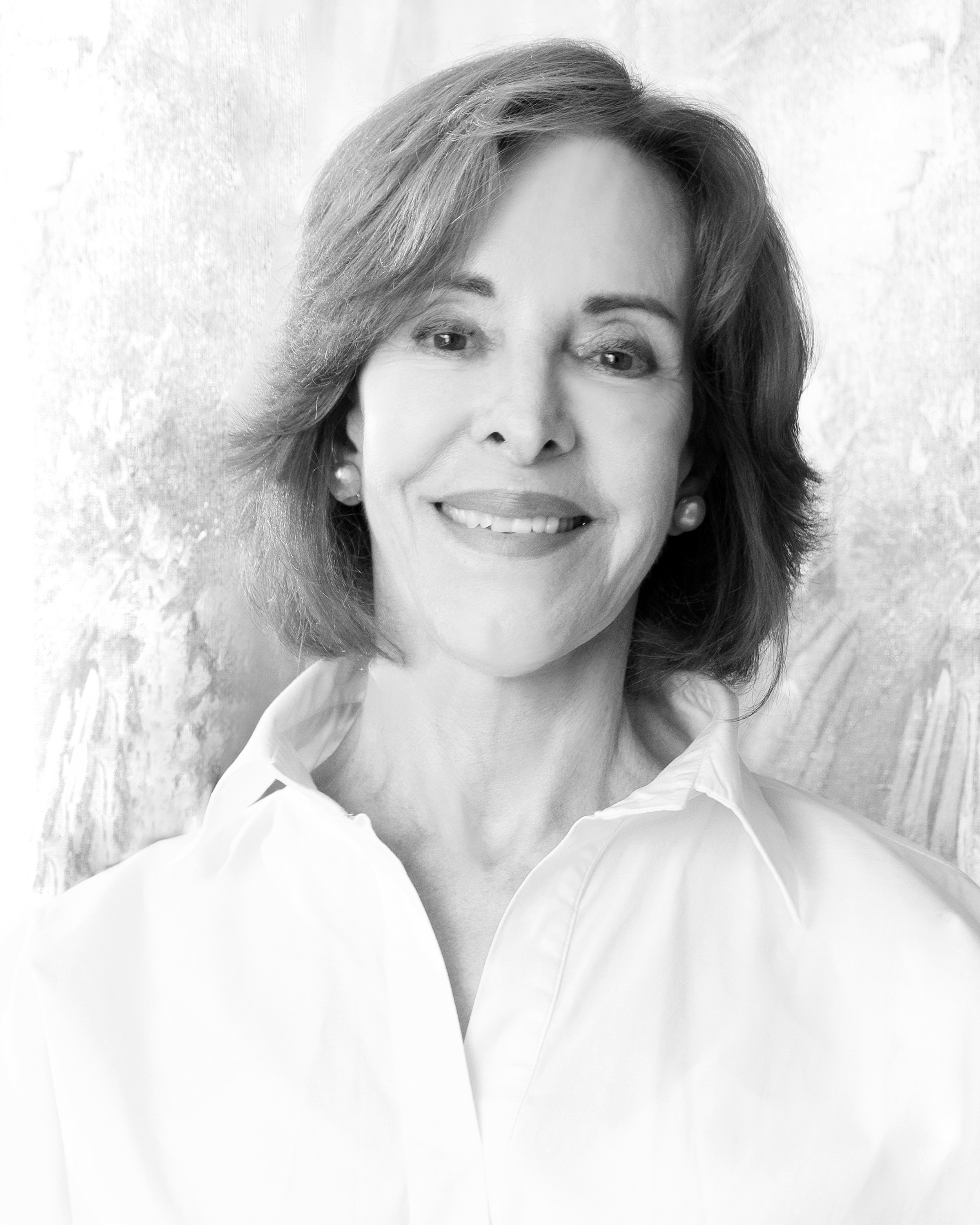
Lorena Clare Facio (81 años) Servicio: 1998-2002 Esposa de Miguel Ángel Rodríguez Echeverría
Mercedes Peñas Domingo (56 años) Servicio: 2014-2018 Esposa de Luis Guillermo Solís Rivera
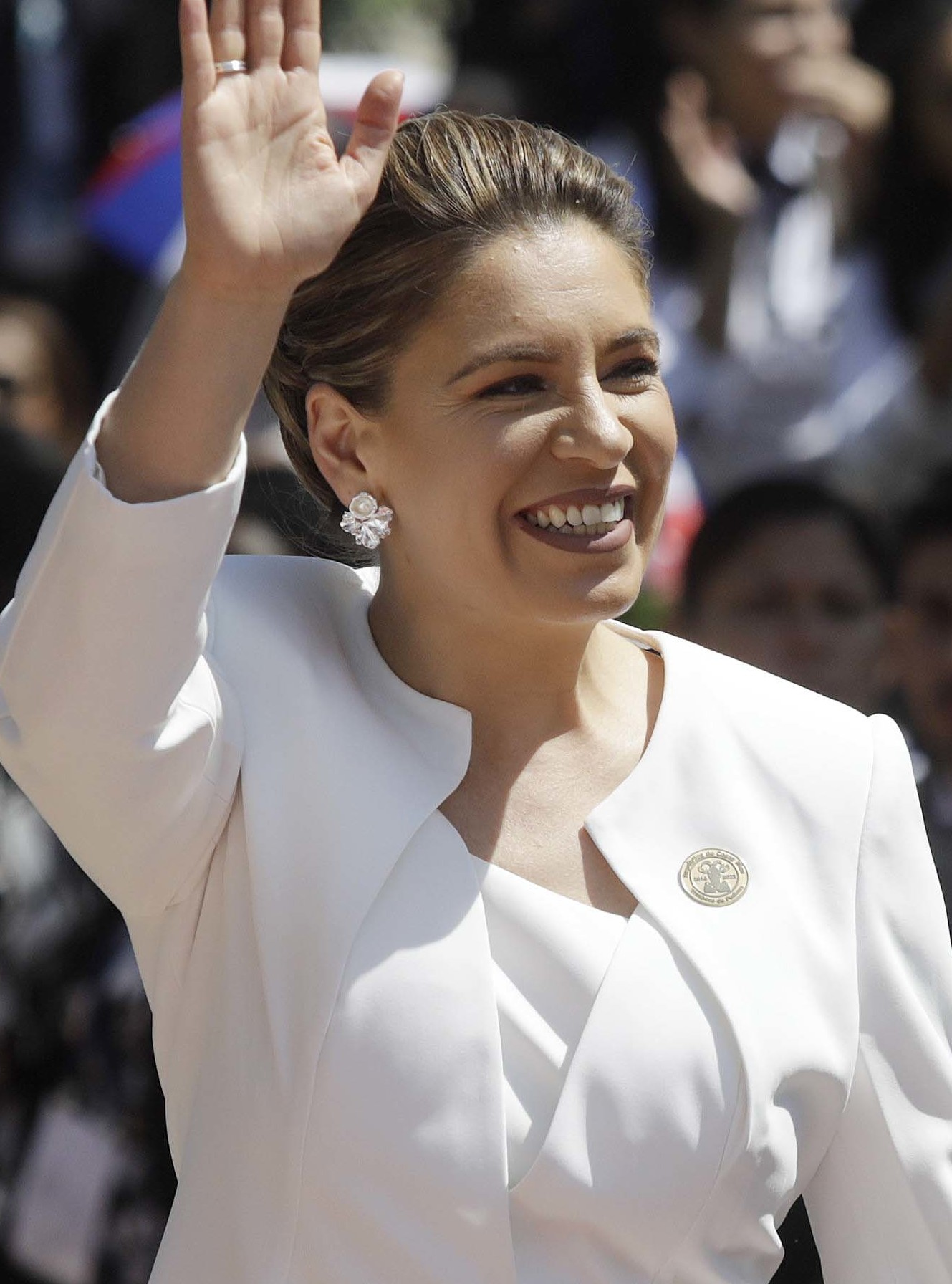
Claudia Dobles Camargo
(44 años)
Servicio: 2018-2022
Esposa de Carlos Alvarado Quesada

el último deceso de una ex primera dama, fue el de Marita Camacho Quirós (en servicio, 1962-1966), el 20 de junio de 2025 a los 114 años.

## Curiosidades
- Tres primeras damas han sido diputadas después de terminado su periodo: Karen Olsen Beck, Gloria Bejarano Almada y Margarita Penón Góngora, esta última por un partido político distinto al de su exmarido.
- Doña Beatriz Zamora López fue particularmente polémica como primera dama ya que provenía de un origen muy humilde y había ejercido la prostitución antes de iniciar su relación afectiva con Ricardo Jiménez Oreamuno, es por ello que la discriminaban mucho dentro de la alta sociedad.[1]
- Varias primeras damas han sido extranjeras, entre ellas una salvadoreña, una mexicana, una canadiense, una belga, una británica, una letona, dos estadounidenses, y dos españoles.
- Doña Marita Camacho Quiroz, nacida en 1911 es la 19° persona viva más longeva del mundo en la actualidad, con 113 años de vida además, es la ex primera dama que más tiempo ha sobrevivido a su cónyuge con casi 50 años desde su fallecimiento.